# Erkki Tossavainen
Erkki Ilmari Tossavainen, född 28 november 1958, är en svensk musiker och sångare från Borås.
Åren 1976–1978 var Tossavainen sångare i dansbandet Bhonus. Med dem spelade han in albumet Jennifer (1977). Därefter satsade han på en solokarriär. Han ställde upp i musiktävlingen Sjöstjärnan som hölls till havs. Tossavainen gick segrande ur tävlingen och mottog första pris i form av ett skivkontrakt. Som soloartist spelade han in en singel, en coverversion av låten "Oh Carol" (ursprungligen framförd av Neil Sedaka), vilken 1979–1980 låg på Svensktoppen i tio veckor (då längsta tillåtna tid) med andraplatsen som bästa resultat.
Efter framgången med "Oh Carol" tystnade Tossavainen som musiker. Han arbetade senare som personlig assistent.

## Diskografi
Med Bhonus
- 1977 – Jennifer

Solo
- 1979 – Oh Carol